# Diocesi di Lagina

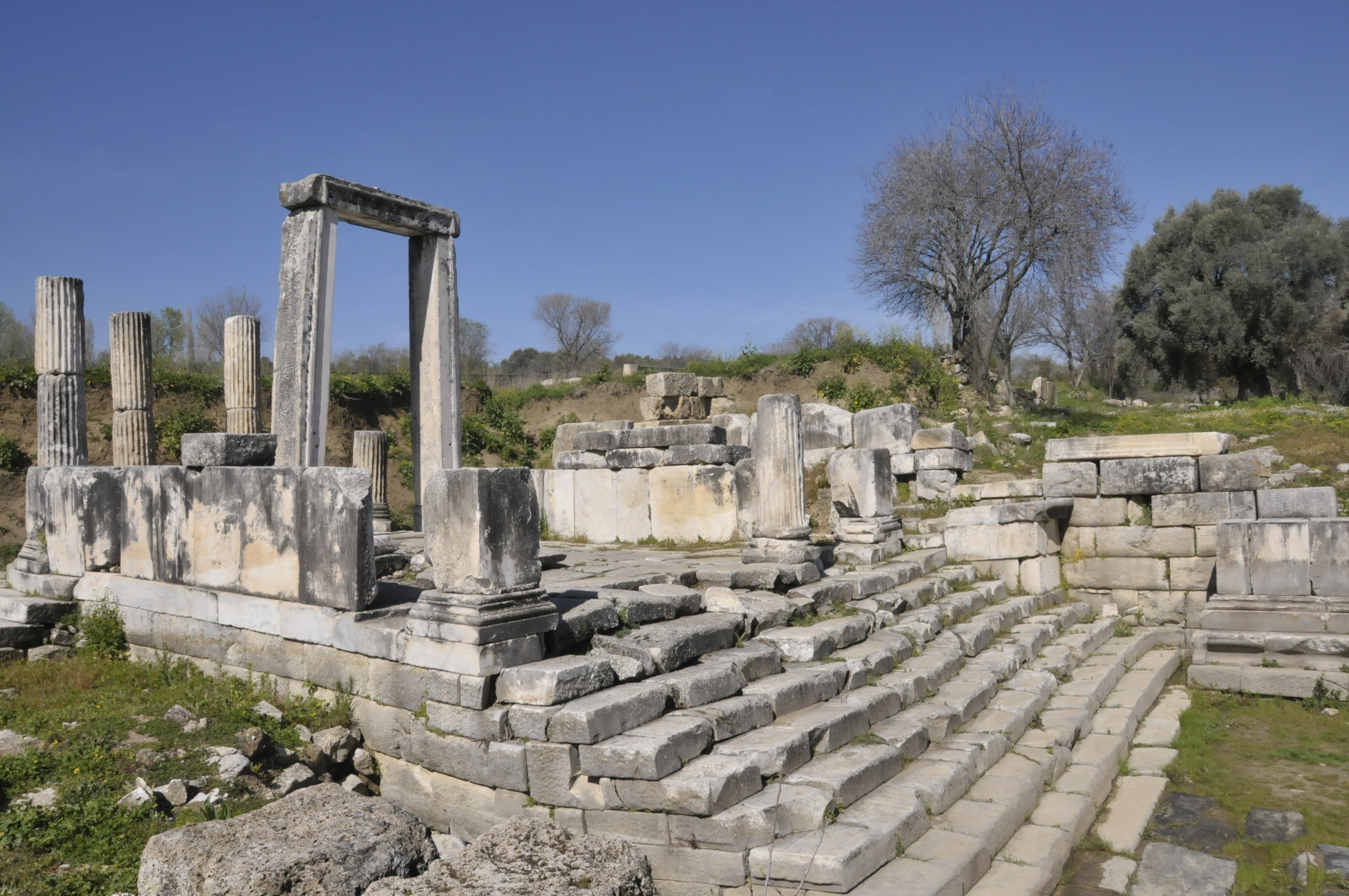
Resti della città di Lagina.

La diocesi di Lagina (in latino Dioecesis Laginensis) è una sede soppressa del patriarcato di Costantinopoli e una sede titolare della Chiesa cattolica.

## Storia
Lagina, identificabile con Alifahredin-yala o con Köy nell'odierna Turchia, è un'antica sede episcopale della provincia romana della Panfilia Seconda nella diocesi civile di Asia. Faceva parte del patriarcato di Costantinopoli ed era suffraganea dell'arcidiocesi di Perge.
La diocesi è menzionata nelle Notitiae Episcopatuum del patriarcato fino al XII secolo.
Sono cinque i vescovi documentati di questa antica diocesi. Zaccaria prese parte al concilio in Trullo nel 691-692. Costantino partecipò al secondo concilio di Nicea nel 787. Eliseo e Basilio presero parte al concilio di Costantinopoli dell'879-880 che riabilitò il patriarca Fozio di Costantinopoli dopo la morte del competitore Ignazio I; Eliseo e Basilio erano stati consacrati dai due patriarchi. A questi vescovi, documentati dalle fonti conciliari, bisogna aggiungere il vescovo Niceforo, che tra l'847 e l'858 fu trasferito dal patriarca Ignazio alla sede metropolitana di Eraclea di Tracia.
Al concilio di Costantinopoli del 381 prese parte il vescovo Troilo. Il nome della sua sede di appartenenza risulta molto corrotto nei manoscritti. Le Quien, con il beneficio del dubbio, interpreta le diverse varianti come Etenna, tesi poi sostenuta da altri autori. Per Destephen questa interpretazione comporta una correzione eccessiva delle liste episcopali conciliari; a suo avviso Troilo potrebbe invece appartenere alla diocesi di Lagina.
Dal 1933 Lagina è annoverata tra le sedi vescovili titolari della Chiesa cattolica; la sede è vacante dal 21 maggio 1970.

## Cronotassi

### Vescovi greci
- Troilo ? † (menzionato nel 381)
- Zaccaria † (prima del 691 - dopo il 692)
- Costantino † (menzionato nel 787)
- Niceforo † (? - circa 847/858 nominato metropolita di Eraclea)
- Eliseo † (menzionato nell'879)
- Basilio † (menzionato nell'879)

### Vescovi titolari
- León (Miguel) Ángel Olano y Urteaga, O.F.M.Cap. † (9 luglio 1934 - 21 maggio 1970 deceduto)[5]